# Philip Jessup
Philip Caryl Jessup (5 février 1897 – 31 janvier 1986) est un diplomate, universitaire et juriste américain du XXe siècle, spécialisé dans le domaine du droit international.

## Jeunesse et éducation
Philip Caryl Jessup est né le 5 janvier 1897 à New York. Il est le petit-fils de Henry Harris Jessup. En 1919, il obtient son diplôme de premier cycle du Hamilton College. En 1924, il obtient un diplôme en droit (LLB) de la faculté de droit de Yale. En 1927, il obtient un doctorat de l'Université Columbia .

## Carrière

### Académique
De 1925 à 1961, Jessup occupe des postes d'enseignant à l'Université Columbia. Tout en poursuivant son doctorat, et pendant une bonne période par la suite (1925-1946), Jessup est chargé de cours et professeur de droit international à la faculté de droit de Columbia. De 1942 à 1944, il est directeur adjoint de l'École navale de gouvernement et d'administration militaires de l'Université de Columbia. En 1946, il est nommé professeur Hamilton Fish de droit international et de diplomatie à la faculté de droit de Columbia, poste qu'il occupe jusqu'en 1961  .
En 1970, il est professeur Sibley à la faculté de droit de l'Université de Géorgie à Athens, en Géorgie. En 1971, il est maître de conférences Barnette Miller au Wellesley College.

### Fonction publique
En 1924, Jessup devient avocat adjoint au Département d'État des États-Unis. En 1929, il assiste Elihu Root pour la Conférence des juristes sur la Cour permanente de justice internationale à Genève, en Suisse.
En 1943, Jessup est secrétaire général adjoint de la conférence de l'Administration des Nations Unies pour le secours et la reconstruction (UNRRA) jusqu'en 1944. De 1943 à 1945, il est également chef de la Division du personnel et de la formation pour les opérations de secours et de réhabilitation à l’étranger au Département d’État. En 1944, il participe également à la Conférence monétaire et financière des Nations Unies (la conférence « Bretton Woods »). En 1945, il est conseiller technique de la délégation américaine à la conférence de San Francisco sur la charte des Nations Unies (dont le secrétaire par intérim est Alger Hiss). En 1947, il est représentant des États-Unis au Comité des Nations Unies pour la codification du droit international. De 1948 à 1952, il occupe plusieurs postes aux Nations Unies : représentant des États-Unis à l'Assemblée générale (deuxième, troisième et quatrième sessions extraordinaires), représentant adjoint des États-Unis au Comité intérimaire de l'Assemblée générale et au Conseil de sécurité, et chef adjoint de la mission des États-Unis auprès des Nations Unies .
De 1949 à 1953, il est « ambassadeur itinérant » . En tant qu'ambassadeur, Jessup fait partie de la délégation américaine de 1949 à la sixième session du Conseil des ministres des Affaires étrangères de Paris. Charles W. Yost est son assistant. Les deux hommes continuent à travailler ensemble à Washington, effectuant des recherches et rédigeant le Livre blanc du Département d’État de 1949, officiellement intitulé « Relations des États-Unis avec la Chine ».
En 1960, Jessup est élu membre de la Cour internationale de justice de La Haye, où il exerce les fonctions de juge de 1961 à 1970 .

### Institut des relations du Pacifique
De 1938 à 1951, Jessup est président du Conseil du Pacifique et membre de son organisme parent, l'Institut des relations du Pacifique.
En 1948, il est administrateur du Carnegie Endowment for International Peace, qui continue à exister au moins jusqu'en 1956 .
De 1967 à 1986, il est président de la Commission permanente Chili-Norvège et membre honoraire du Conseil d'administration de l'Institut international pour l'unification du droit privé.
De 1970 à 1971, il est chercheur principal en résidence Whitney H. Shepardson au Council on Foreign Relations.

## McCarthysme
Jessup devient une cible principale du sénateur Joseph McCarthy, qui, lors des audiences de la commission Tydings de 1950, l'accuse de représenter un risque pour la sécurité et d'avoir « une affinité inhabituelle… pour les causes communistes ». La commission Tydings n'autorise pas McCarthy à exposer ses arguments concernant Jessup, mais autorise ce dernier à venir du Pakistan pour assurer sa défense. Jessup est par la suite blanchi de toutes les accusations par le Conseil de loyauté du Département d'État et le Comité Tydings, et McCarthy est réprimandé par de nombreux collègues sénateurs et autres hommes d'État. Cependant, dans deux discours prononcés au Sénat, McCarthy témoigne de « l'affinité inhabituelle de Jessup pour les causes communistes ».
Les allégations de McCarthy portent gravement atteinte à la réputation et à la carrière de Jessup. Néanmoins, le président américain Harry S. Truman nomme Jessup délégué des États-Unis auprès des Nations Unies en 1951. Cependant, lorsque la nomination est présentée au Sénat, elle n'est pas approuvée, en grande partie à cause de l'influence de McCarthy. Truman contourne le Sénat en affectant Jessup aux Nations Unies sur une « nomination intérimaire ».
Peu de temps après l'entrée en fonction de John F. Kennedy, le Département d'État approuve la nomination de Jessup comme candidat américain à la Cour internationale de justice, un poste qui ne nécessite pas la confirmation du Sénat. Il sert de 1961 à 1970.
À son retour des Pays-Bas, Jessup occupe une série de postes universitaires à la faculté de droit de l'Université de Géorgie, à l'Université Columbia et au Wellesley College.
Jessup est élu à l'Académie américaine des arts et des sciences en 1932 et à la Société américaine de philosophie en 1939. Un concours international de plaidoiries en droit, le Philip C. Jessup International Law Moot Court Competition, est nommé en l'honneur de Jessup. Il a lieu chaque année à Washington DC et est fréquenté par des étudiants en droit du monde entier.

## Publications
- The Law of Territorial Waters and Maritime Jurisdiction (GA Jennings Co., 1927)
- Elihu Root  (Dodd, Mead & Co., 1938) [2]
- A Modern Law of Nations (Macmillan Co., 1948) [2]
- Transnational Law (Yale University Press, 1956) [7]
- Controls for Outer Space and the Antarctic Analogy (avec Howard Taubenfeld, Columbia University Press, 1959)
- The Price of International Justice (1971)
- The Birth of Nations (Columbia University Press, 1974)[2]